# Обгольц, Евгений Гарьевич
Евге́ний Га́рьевич Обго́льц (род. 30 июля 1972, Ташара, Мошковский район, Новосибирская область, СССР) — российский футболист, полузащитник, тренер.

## Карьера

### Клубная
Воспитанник ташаринской ДЮСШ. В первенстве России играл в Первом и Втором дивизионах за «Чкаловец» (1993—1998), «Кузбасс» (1999), «Томь» (1999), «Чкаловец-Олимпик» (2000—2002), «Океан» (2003) и «Сибиряк» (2004—2007).

### Тренерская
Работал главным тренером в ЛФК «Сибирь», с 2014 года — тренер «Сибири» и «Сибири-2». 17 сентября 2018 года после ухода в отставку Сергея Кирсанова был назначен временно исполняющим обязанности главного тренера «Сибири». В июне 2020 года вошёл в тренерский штаб клуба «Новосибирск»; а в октябре 2022 года стал его главным тренером.

## Достижения
- Победитель зоны «Сибирь» Второго дивизиона: 1993
- Серебряный призёр зоны «Восток» Второго дивизиона: 1998